# Břetislav Lyčka
Břetislav Lyčka (24. května 1903 Stará Bělá – 21. července 1942 Ouběnice) byl český lékař a hrdina druhého československého odboje, léčil zraněné československé vojáky – účastníky atentátu na Heydricha, před zatčením nacisty se zastřelil.

## Život
Břetislav Lyčka se narodil 24. května 1903 ve Staré Bělé. V roce 1922 zahájil studia všeobecného lékařství na lékařské fakultě Univerzity Karlovy v Praze, která ukončil 19. prosince 1927. Po studiích působil nejprve na Moravě, poté jako městský lékař v Praze – Karlíně. V době nacistické okupace Československa působil jako odbojář, člen sokolské odbojové skupiny Jindra. Od počátku příchodu parašutistů do protektorátu byl zapojen do jejich podpory. Již v lednu 1942 se čelní představitelé domácího sokolského odboje v Praze (František Hejl, Antonín Oktábec, František Pecháček, Václav Novák, Jaroslav Piskáček, Břetislav Lyčka a Jan Zelenka-Hajský) setkali a rozdělili si úkoly. Lyčka také organizoval ilegální schůzky s parašutisty a obstarával jim falešné doklady. Jako revizní lékař mohl Lyčka (společně s doktorem Stanislavem Hrubým z Vysočan) oběma parašutistům potvrzovat záznamy v pracovních knížkách vydaných ředitelem okresní nemocenské pojišťovny Alexandrem Minivem, dle kterých byli v léčení a v pracovní neschopnosti, aby se mohli legálně pohybovat po Praze, kdyby je někdo legitimoval. Lyčka uváděl jako diagnózy vnitřní choroby (vřed dvanácterníku, zánět žlučníku), tedy takové, které nebylo možno na ulici snadno prověřit. Dr. Lyčka v lednu 1942 ošetřil parašutistovi Jozefu Gabčíkovi zraněnou nohu po seskoku do protektorátu a dne 27. května 1942 (po atentátu na zastupujícího říšského protektora Reinharda Heydricha) ošetřil zranění v obličeji (způsobené střepinami bomby) rotmistru Janu Kubišovi. Spolu se ženou Františkou Lyčkovou byli Lyčkovi v kontaktu se členem téže odbojové skupiny, architektem Vladislavem Čalounem.
Necelý měsíc po Čurdově zradě (16. června 1942) začalo gestapo v Praze hromadně zatýkat odbojáře v Karlíně a ve Vysočanech. Na základě varování před zatčením gestapem zanechal jednoho dne večer v úkrytu u Čalouna svou ženu a sám uprchl do jiného bytu. Nakonec nalezl na týden mimopražský úkryt ve sklepě v malém domku truhláře Ludvika Vaňka v Ouběnicích na Benešovsku, kde o několik dní později s učitelem Františkem Kotrbou v obklíčení gestapem spáchal sebevraždu. Jeho ostatky byly tajně pohřbeny do společného hrobu při severní zdi Ďáblického hřbitova. Jeho manželka Františka Lyčková (rozená Mannová, * 3. března 1899) byla popravena 24. října 1942 v koncentračním táboře Mauthausen výstřelem z malorážní pistole (ranou) do týla.

## Památka
- Význam Lyčkovy osobnosti byl oceněn mimo jiné v roce 1948, kdy bylo dosavadní Riegrovo náměstí nedaleko jeho ordinace v Praze – Karlíně přejmenováno na Lyčkovo náměstí.
- Bílá pamětní deska s černým písmem v Ouběnicích na domku Vaňkových připomíná události z 21. července 1942. Objekt s pamětní deskou se nachází na severozápadním okraji obce, má evidenční číslo 110 (tabulka žluté barvy s číslem 0110) a oficiální adresu: Ouběnice ev. č. 110, 257 51 Bystřice - Ouběnice, Středočeský kraj, Česko.[8][9] Na pamětní desce je nápis:

- MUDR. BŘETISLAV LYČKA / Z KARLÍNA, PŘÍMÝ ÚČASTNÍK / ATENTÁTU NA HEYDRICHA / A JEHO SPOLUPRACOVNÍK / FRANTIŠEK KOTRBA / UČITEL Z DUBČE / ZASTŘELILI SE V TOMTO DOMĚ / 21.VII.1942, ABY UNIKLI ZATČENÍ. / ZA PŘECHOVÁVÁNÍ DR. LYČKY / BYLI V MAUTHAUSENU UMUČENI/ OBYVATELÉ TOHOTO DOMU: / LUDVÍK VANĚK / BYTOVÝ ARCHITEKT 24.X.1942 / JOSEFA VAŇKOVÁ / 26.I.1943. // VĚRNI ZŮSTANEME.[9][8]
- Jméno jeho manželky (Lyčková Františka roz. Maunová *3. 3. 1899) je uvedeno na pomníku spolupracovníků parašutistů a jejich rodinných příslušníků, kteří byli popraveni v německém koncentračním táboře Mauthausenu. V lednu 2011 byl slavnostně odhalen na terase kostela sv. Cyrila a Metoděje v Resslově ulici v Praze.[10]

## Galerie

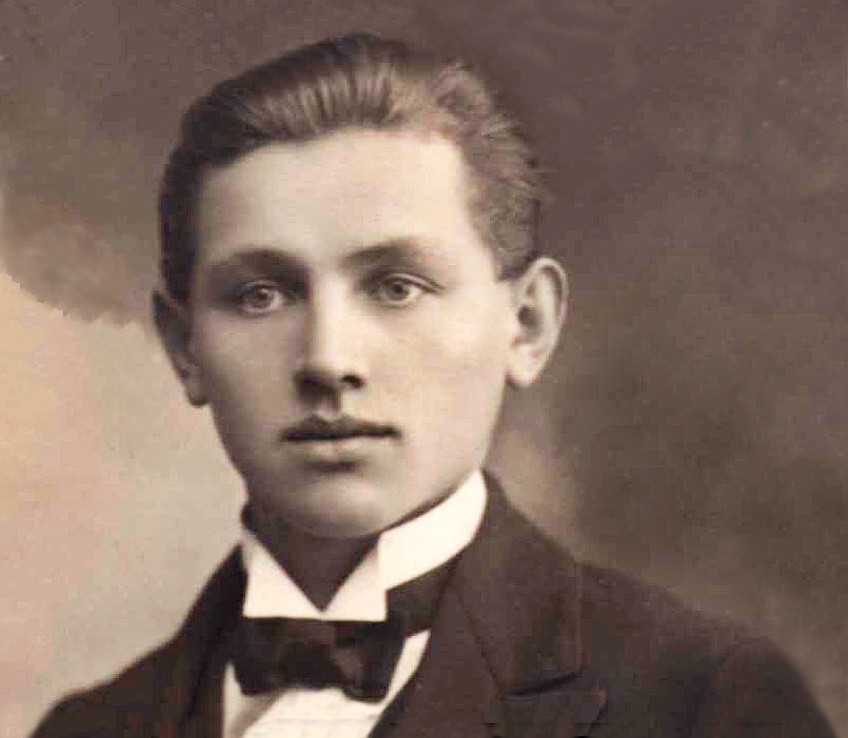
Břetislav Lyčka v době studií
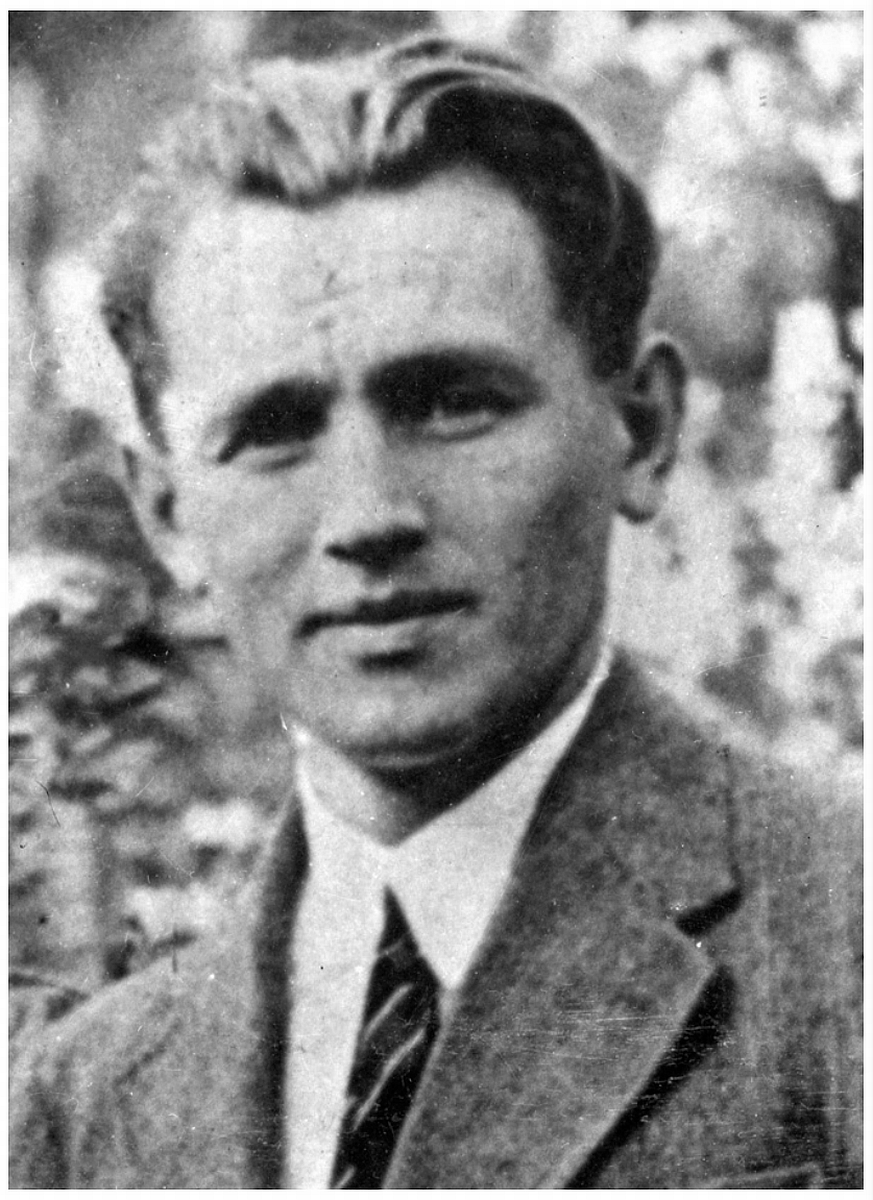
Břetislav Lyčka
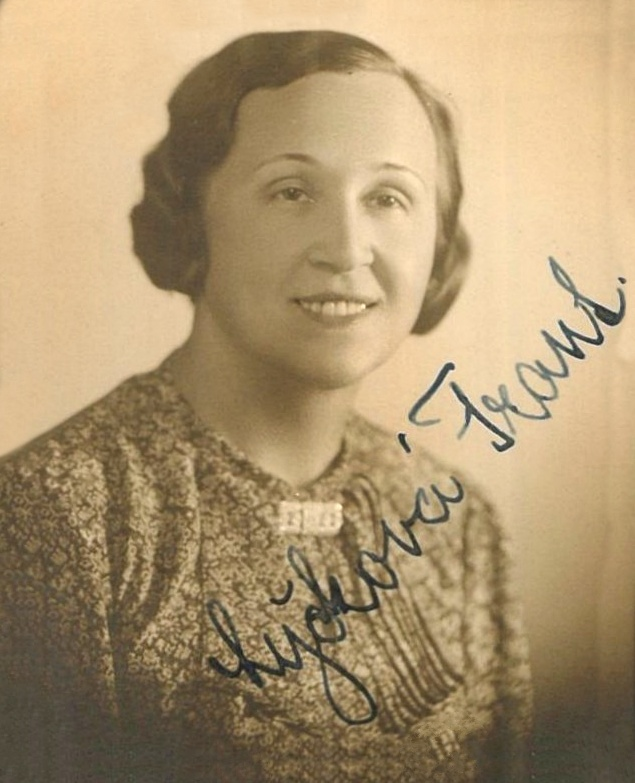
Manželka Františka Lyčková
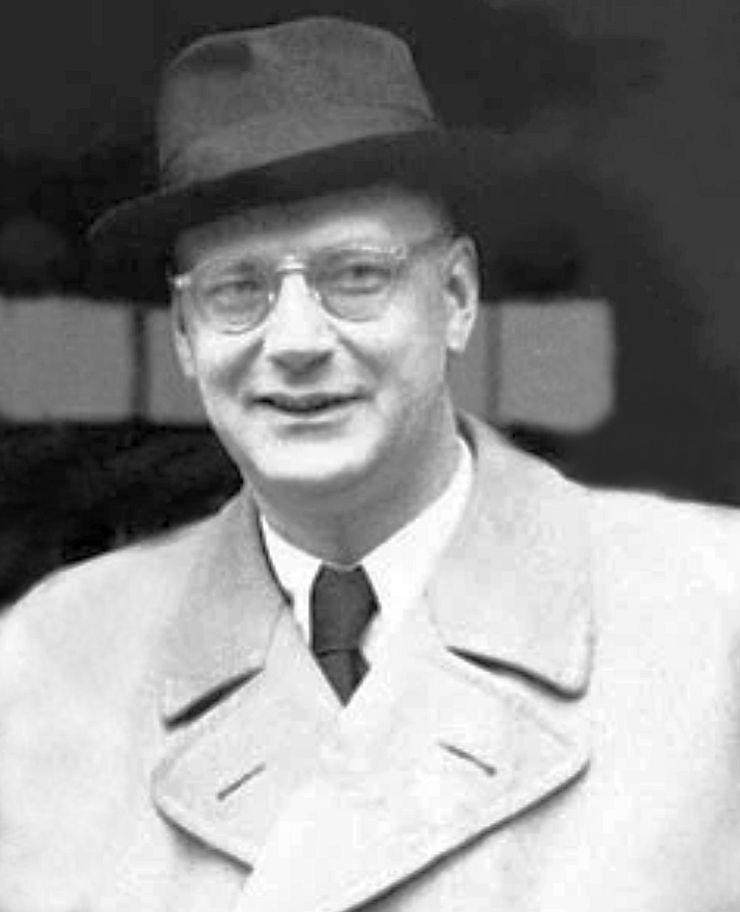
Ing. Vladislav Čaloun
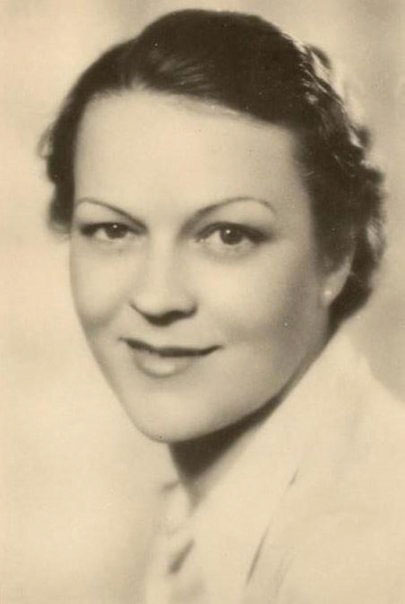
herečka Anna Čalounová-Letenská, manželka Vladislava Čalouna
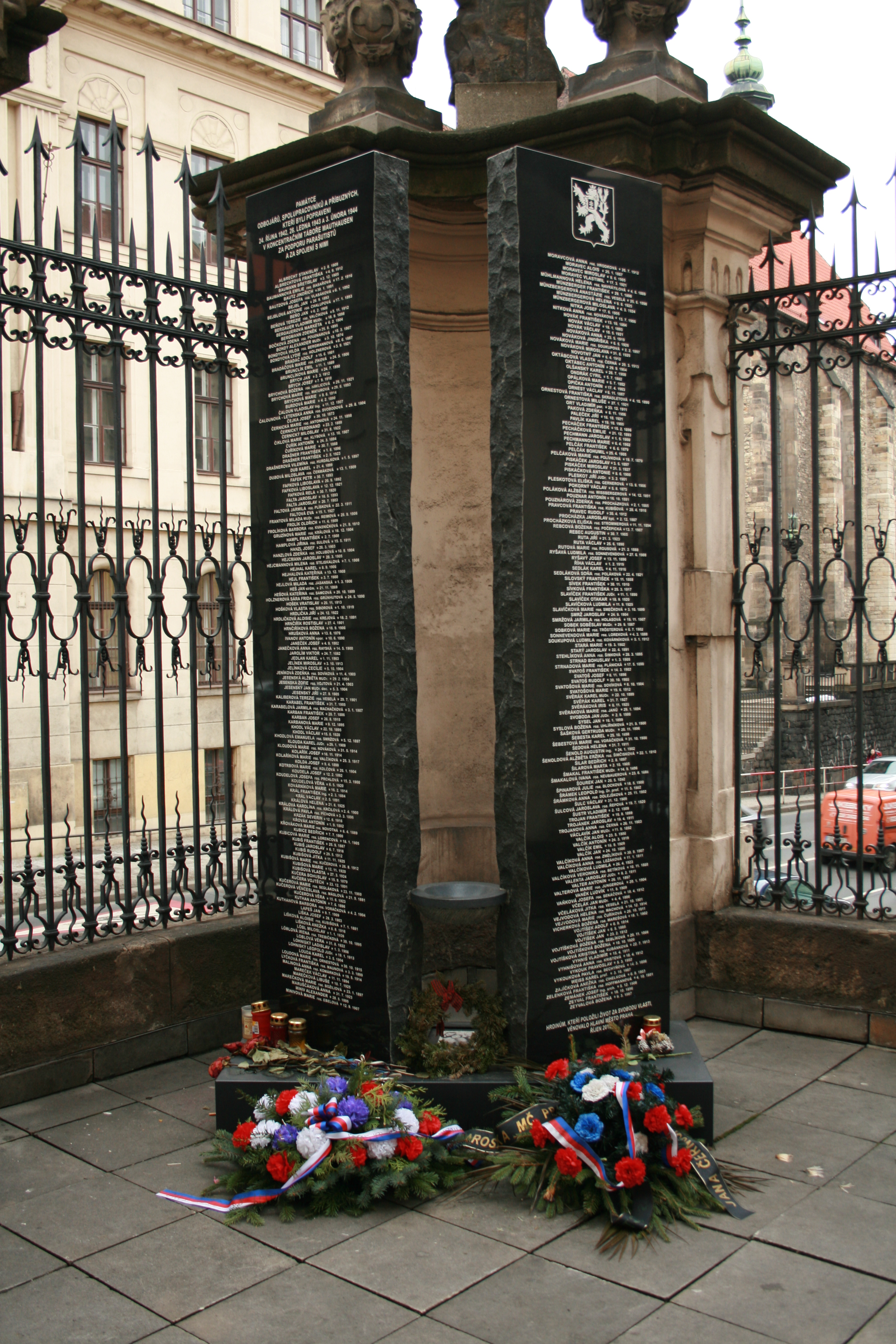
Pomník spolupracovníků parašutistů a jejich rodinných příslušníků na terase kostela sv. Cyrila a Metoděje v Resslově ul. v Praze
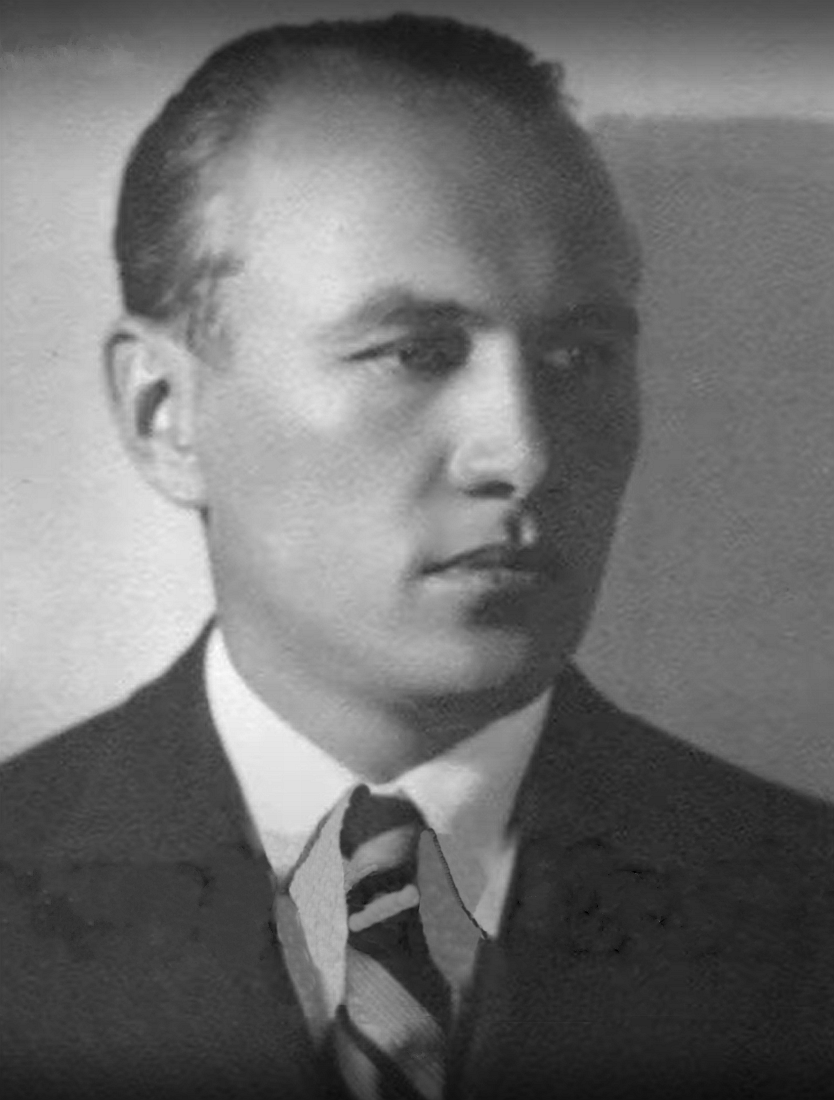
František Kotrba
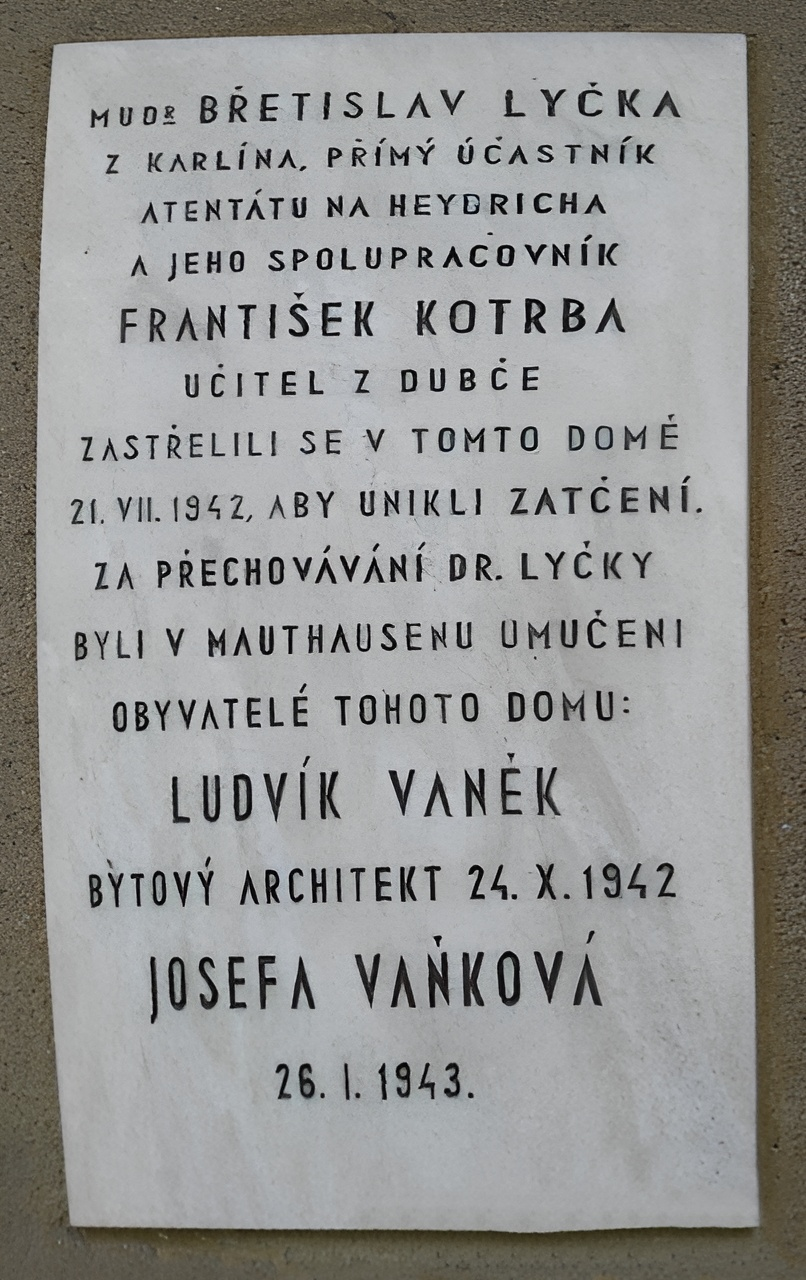
Pamětní deska v Ouběnicích na objektu s evidenčním číslem 110